# LaSexta
La Sexta (ісп. вимова: [la ˈseɣsta]; «Шостий»; стилізований під laSexta) — іспанський безкоштовний телеканал. Він є приватною власністю і спочатку був заснований 18 березня 2001 року як Beca TV, який почав мовлення 1 квітня 2001 року того ж року. До 21 липня 2003 року канал ліквідувався та був закритий, але через два роки, у 2005 році, його замінив новий канал під назвою La Sexta, який почав тестові трансляції 25 листопада 2005 року, а через рік розпочав офіційне мовлення. 27 березня 2006 року. Програмування каналу широкомасштабне, але акцент робиться на гумор і розваги. Канал також відомий своєю великою кількістю американських і спортивних програм, і в останні роки він стає все більш визнаним завдяки широкому висвітленню політичних подій, таких як вибори, які включають широкі дебати через 3 ключові програми: Al rojo vivo (розпечене), El objetivo (об'єктив) і Salvados (збережене). Політична орієнтація його новин і дебатних програм є лівою.
У 2012 році канал був придбаний Grupo Antena 3, яка зараз називається Atresmedia Televisión.

## Виробництво
Зараз La Sexta транслює у форматі 16:9 для більшості програм, хоча вони все ще використовують 4:3 для меншості програм, включаючи фільми та старіші серіали.

## Історія
La Sexta була вперше заснована як телевізійна компанія 25 листопада 2005 року, коли вона отримала ліцензію на мовлення. Він почав тестування трансляції 12 грудня, незадовго до того, як стало відомо про аналогові частоти, призначені Мадриду та Барселоні.
23 грудня трансляція почалася в Мадриді та Барселоні, а пізніше поширилася на всю Іспанію.
З 23 січня 2006 року почали транслювати промо-ролик. 20 лютого ознаменувався початком тестування вмісту викидів. Фактичні трансляції почалися з документальних фільмів (Чемпіони, Натура) і програм, присвячених тюнінгу, як-от «Тюнінг-манія». З 22 лютого La Sexta щодня транслювала дванадцять годин програм.